# Selenocephalus anatolicus
Selenocephalus anatolicus är en insektsart som beskrevs av Dlabola 1957. Selenocephalus anatolicus ingår i släktet Selenocephalus och familjen dvärgstritar. Inga underarter finns listade i Catalogue of Life.